# 1943年1月20日の海戦
第二次世界大戦中の1943年1月19日から20日の夜、リビアのズワーラ沖でイギリスの駆逐艦2隻がイタリアの掃海艇などからなる部隊を攻撃し壊滅させた。

## 背景
トリポリ（1943年1月23日に連合国軍側に占領されることになる）から脱出を図るイタリア艦船の脱出路遮断を目的とする部隊の一部として、イギリス駆逐艦ケルヴィンとジャヴェリンはリビアのズワーラ沖を哨戒していた。
1月15日、ケルヴィンと駆逐艦ヌビアンは、トリポリからランペドゥーザ島へ向かっていた商船D'Annunzio（4,537トン）と護衛のイタリア水雷艇ペルセオを攻撃し、D'Annunzioを沈めペルセオを損傷させた
1943年1月19日から20日の夜、ジャヴェリンの271型レーダーがトリポリからチュニジア方面へ向かう多数の船を捉えた。それはトリポリ掃海艇隊であり、チュニジアへ逃れたあとイタリアへ向かうよう命じられていた。その指揮官はGiuseppe Di Bartolo大尉で、4隻の小型掃海曳船（RD31、RD36、RD37、RD39、そのうちのRD36とRD37の乗員は財務警察 (Guardia di Finanza) 所属）およびトローラー Scorfano、小型タンカー Irma、特設掃海艇 DM 12 Guglielmo Marconi（徴用されたブリガンティン）、R 26 Angelo MuscoとR 224 Cinzia（元漁船）、特設哨戒艇 V 66 Astrea（原動機付帆船）、pump boat S. Barbara（Scorfanoに曳航されていた）からなっていた。

## 戦闘
ジャヴェリンとケルヴィンは目標を補足できる場所へ移動すると照明弾を打ち上げ、それにより先頭の船が照らし出された。イタリア船の集団だと判明（船団だと誤認していた）したためイギリス側は砲撃を開始し戦闘が開始された。激しい砲撃を受けたイタリア側は効果的に反撃することも逃走することもできなかった。RD級掃海艇が搭載するのは76mm砲1門と6.5mm機銃2基であり、他の船艇は機銃しか搭載していなかった。また、イギリス駆逐艦よりも低速であった。
部隊の旗艦であったRD36は他を逃がすため反撃を試みたが、すぐに全乗員とともに沈められた。他の船は乗員を脱出させるため陸地へと向かったが、追跡され1隻ずつ撃破されていった。RD37とScorfanoでは生存者はいなかった。Marconiは炎上したものの、沈没前に全員脱出できた。Irmaは雷撃によって始末された。
1月20日の朝までにイタリア側は完全に殲滅された。ケルヴィンは4.7インチ砲弾300発を、ジャヴェリンは500発を消費した。
ジャベリンとケルヴィンは翌日マルタに帰投した。イタリア側の戦死者は180名であった。